# Anki Lidén
Anna Catarina Lidén, känd som Anki Lidén, född 5 april 1947 i Mölltorps församling i dåvarande Skaraborgs län,  är en svensk skådespelerska.

## Biografi
Lidén gick på Statens scenskola i Malmö  1968–1971. Hon har varit engagerad vid TV-teatern, Radioteatern och Uppsala Stadsteater. Hon spelade i Helgonlegender på Dramaten 2007.
Hon vann en Guldbagge för bästa kvinnliga biroll för sin roll i I taket lyser stjärnorna 2010.
Tillsammans med Tommy Körberg har hon sonen Anton Körberg. Hon är sedan 1988 gift med Klas Bergling (född 1945),  och fick med honom sonen Tim Bergling, känd som musikproducenten Avicii.
År 2019 grundade Anki Lidén tillsammans med sin man stiftelsen Tim Bergling Foundation.

## Filmografi
- 1971 – Jonas
- 1976 – De lyckligt lottade (TV-serie)
- 1976 – Polare
- 1979 – Jag är med barn
- 1980 – Mannen som blev miljonär
- 1980 – Lämna mig inte ensam
- 1981 – Kom igen, nu'rå!
- 1982 – En flicka på halsen
- 1982 – Fonziegänget
- 1983 – Mot härliga tider
- 1984 – Rosen
- 1985 – Mitt liv som hund
- 1986 – Ut på yttersta grenen
- 1987 – Friends
- 1987 – Out on a Limb (TV-serie)
- 1988 – Ingen kan älska som vi
- 1988 – Pippi Långstrump – starkast i världen
- 1988 – Allra käraste syster
- 1989–1992  – Storstad (TV-serie, huvudroll)
- 1993 – Snoken (TV-serie, gästroll)
- 1994 – Tre kronor (TV-serie, gästroll)
- 1994 – Den vite riddaren
- 1995 – Svarta skallar och vita nätter (TV-serie)
- 1996 – Vänner och fiender (TV-serie, huvudroll)
- 1996 – Vinterviken
- 1997 – Svenska hjältar
- 2000 – Födelsedagen
- 2002 – Den 5:e kvinnan
- 2002 – Familjen (TV-serie)
- 2002 – Beck – Sista vittnet
- 2002–2004 – Skeppsholmen (TV-serie)
- 2002 – Skenäktenskap (TV-serie)
- 2004 – Ett pinnhål ner
- 2005 – Wallander – Innan frosten
- 2006 – Pretty Nasty
- 2007 – Tatuerad torso
- 2008 – Kungamordet (TV-serie, biroll)
- 2008 – Andra Avenyn (TV-serie, gästroll)
- 2008 – Janna & Liv
- 2008 – Sthlm (TV-serie, gästroll)
- 2008 – Nattrond
- 2008 – Eldsdansen
- 2008 – Den krossade tanghästen
- 2008 – Guldkalven
- 2008 – Glasdjävulen
- 2009 – I taket lyser stjärnorna (Guldbagge för bästa kvinnliga biroll)
- 2009 – Oskar, Oskar
- 2009 – Det enda rationella
- 2010 – Kommissarie Winter (TV-serie)
- 2010 – Solsidan (TV-serie)
- 2010–2015 – Morden i Sandhamn (TV-serie)
- 2011 – Stockholm Östra
- 2011 – Tystnadens cirkel
- 2011 – Jagat vitte
- 2011 – I skydd av skuggorna
- 2011 – En man med litet ansikte
- 2011 – Det lömska nätet
- 2011 – Den som vakar i mörkret
- 2012 – Fjällbackamorden – I betraktarens öga (TV-film)
- 2012 – Liv, lust & längtan
- 2013 – Bäst före
- 2013 – Små citroner gula
- 2015 – Modus (TV-serie)
- 2017 – Rum 213
- 2017–2024 – Sommaren med släkten (TV-serie)
- 2018 – Morden i Sandhamn (TV-serie)
- 2020 – Dejta (TV-serie)
- 2023 – Limbo (TV-serie)
- 2025 – Hemmet

## Teater

### Roller (ej komplett)
| År   | Roll                    | Produktion                                 | Regi                   | Teater                    |
| ---- | ----------------------- | ------------------------------------------ | ---------------------- | ------------------------- |
| 1975 | Ermelinda von Prittwitz | Prästkappan Sven Delblanc                  | Ulf Fredriksson        | Uppsala-Gävle Stadsteater |
| 1976 |                         | Hemmet Kent Andersson och Bengt Bratt      | Ulf Andrée             | Uppsala-Gävle Stadsteater |
| 1987 |                         | Omaka par Neil Simon                       | Lars Amble             | Maximteatern              |
| 1994 | Fanny                   | I nöd och lust Ivan Menchell               | Lars Amble             | Maximteatern              |
| 2005 | Sjuksyster              | Muntergökarna Neil Simon                   | Bjarni Haukur Thorsson | Chinateatern              |
| 2011 | Matilda Ribba           | Zpanska flugan Franz Arnold och Ernst Bach | Leif Lindblom          | Chinateatern              |